# سایرسبرگ
سایرسبرگ (به آلمانی: Seiersberg) یک منطقهٔ مسکونی در اتریش است که در گراتس اومگبونگ واقع شده‌است. سایرسبرگ ۷٫۸۹ کیلومتر مربع مساحت دارد ۳۵۰ متر بالاتر از سطح دریا واقع شده‌است.

## خواهرخوانده
شهرهای هاوسهام و لنداوا خواهرخوانده‌های سایرسبرگ هستند.